# Jižní Korea na Letních olympijských hrách 2004
Jižní Koreu na Letních olympijských hrách v roce 2004 reprezentovala výprava 264 sportovců (145 mužů a 119 žen) ve 25 sportech.

## Medailisté
| Medaile | Jméno | Sport                | Soutěž                           |
| ------- | --- | -------------------- | -------------------------------- |
| Zlato   | Pak Song-hjon | Lukostřelba          | Ženy jednotlivci                 |
| Zlato   | Im Tong-hjon Jang Yong-Ho Park Kyung-Mo | Lukostřelba          | Družstvo mužů                    |
| Zlato   | I Song-čin Pak Song-hjon Jun Mi-čin | Lukostřelba          | Družstvo žen                     |
| Zlato   | Ha Tae-kwon Kim Dong-moon | Badminton            | Muži čtyřhra                     |
| Zlato   | I Won-hui | Judo                 | Muži 73 kg                       |
| Zlato   | Ju Sung-min | Stolní tenis         | Muži dvouhra                     |
| Zlato   | Moon Dae-Sung | Taekwondo            | Muži +80 kg                      |
| Zlato   | Jang Ji-won | Taekwondo            | Ženy 57 kg                       |
| Zlato   | Jung Ji-Hyun | Zápas                | muži, řecko-římský do 60 kg      |
| Stříbro | I Song-čin | Lukostřelba          | Ženy jednotlivci                 |
| Stříbro | Shon Seung-mo | Badminton            | Muži dvouhra                     |
| Stříbro | Lee Dong-soo Yoo Yong-sung | Badminton            | Muži čtyřhra                     |
| Stříbro | Kim Dae-Eun | Sportovní gymnastika | Muži víceboj – jednotlivci       |
| Stříbro | Choi Im-jeong Huh Soon-Young Huh Young-Sook Jang So-Hee Kim Cha-Youn Kim Hyun-Ok Lee Gong-Joo Lee Sang-Eun Lim O-Kyeong Moon Kyeong-Ha Moon Pil-Hee Myoung Bok-Hee Oh Seong-Ok Oh Yong-Ran Woo Sun-Hee | Házená               | Turnaj žen                       |
| Stříbro | Čang Song-ho | Judo                 | Muži 100 kg                      |
| Stříbro | Čin Čong-o | Sportovní střelba    | Muži 50 metrů libovolná pistole  |
| Stříbro | Lee Bo-na | Sportovní střelba    | Ženy double trap                 |
| Stříbro | Lee Eun-Sil Seok Eun-Mi | Stolní tenis         | Ženy čtyřhra                     |
| Stříbro | Lee Bae-Young | Vzpírání             | Muži 69 kg                       |
| Stříbro | Jang Mi-Ran | Vzpírání             | Ženy +75 kg                      |
| Stříbro | Mun Ui-če | Zápas                | muži, volný styl do 84 kg        |
| Bronz   | Jo Seok-Hwan | Box                  | Nuži pérová váha do 57 kg        |
| Bronz   | Kim Jung-Joo | Box                  | Muži váha lehká střední do 69 kg |
| Bronz   | Čchö Min-ho | Judo                 | Muži 60 kg                       |
| Bronz   | Lee Bo-na | Sportovní střelba    | Ženy trap                        |
| Bronz   | Kim Kyung-Ah | Stolní tenis         | Ženy dvouhra                     |
| Bronz   | Song Myeong-Seob | Taekwondo            | Muži 68 kg                       |
| Bronz   | Hwang Kjong-son | Taekwondo            | Ženy 67 kg                       |
| Bronz   | Yang Tae-Young | Sportovní gymnastika | Muži víceboj – jednotlivci       |